# Vukova Gorica
Vukova Gorica – wieś w Chorwacji, w żupanii karlowackiej, w gminie Netretić. W 2011 roku liczyła 52 mieszkańców.

## Charakterystyka
Leży na obszarze Gorskiego kotaru, na wysokości 120 m n.p.m., 21 km od Karlovaca, na prawym brzegu rzeki Kupa. Przebiega przez nią droga Zagrzeb – Karlovac – Rijeka.
Miejscowa gospodarka oparta jest na rolnictwie.
We wsi urodził się Ivan Šubašić, chorwacki polityk.